# Feuerwache Tauer

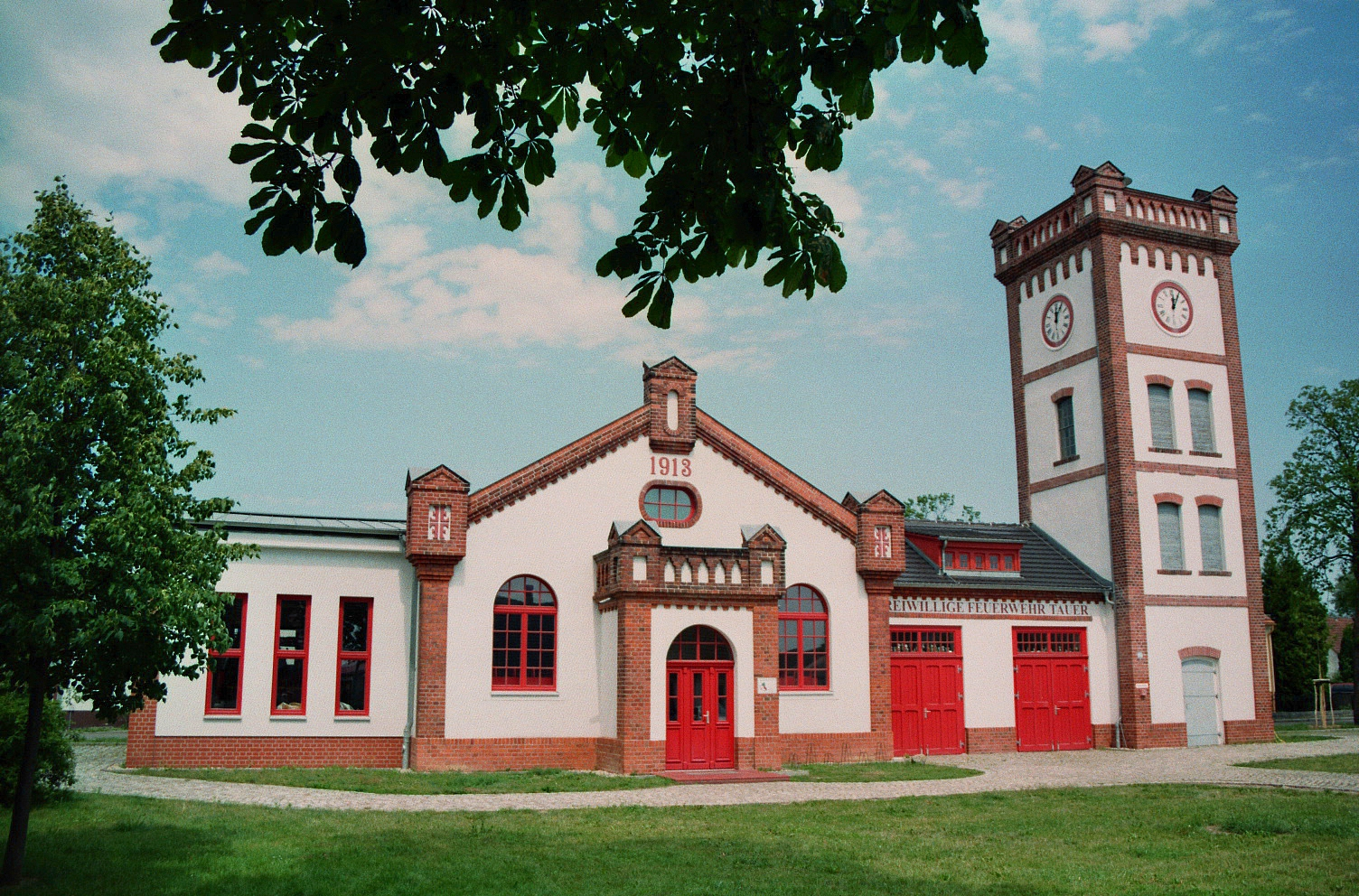
Feuerwache Tauer (2012)

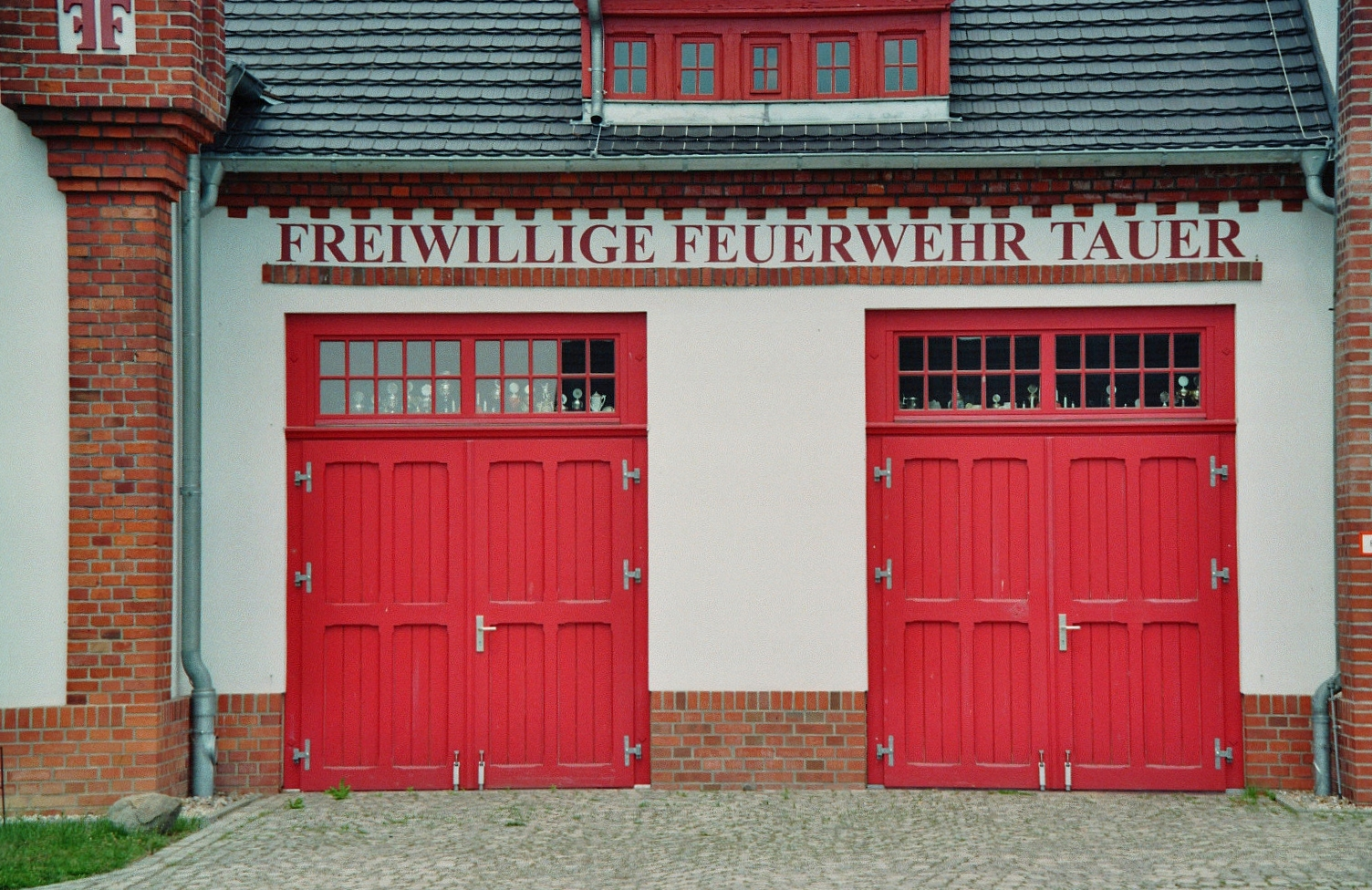
Tore der Fahrzeughalle (2012)

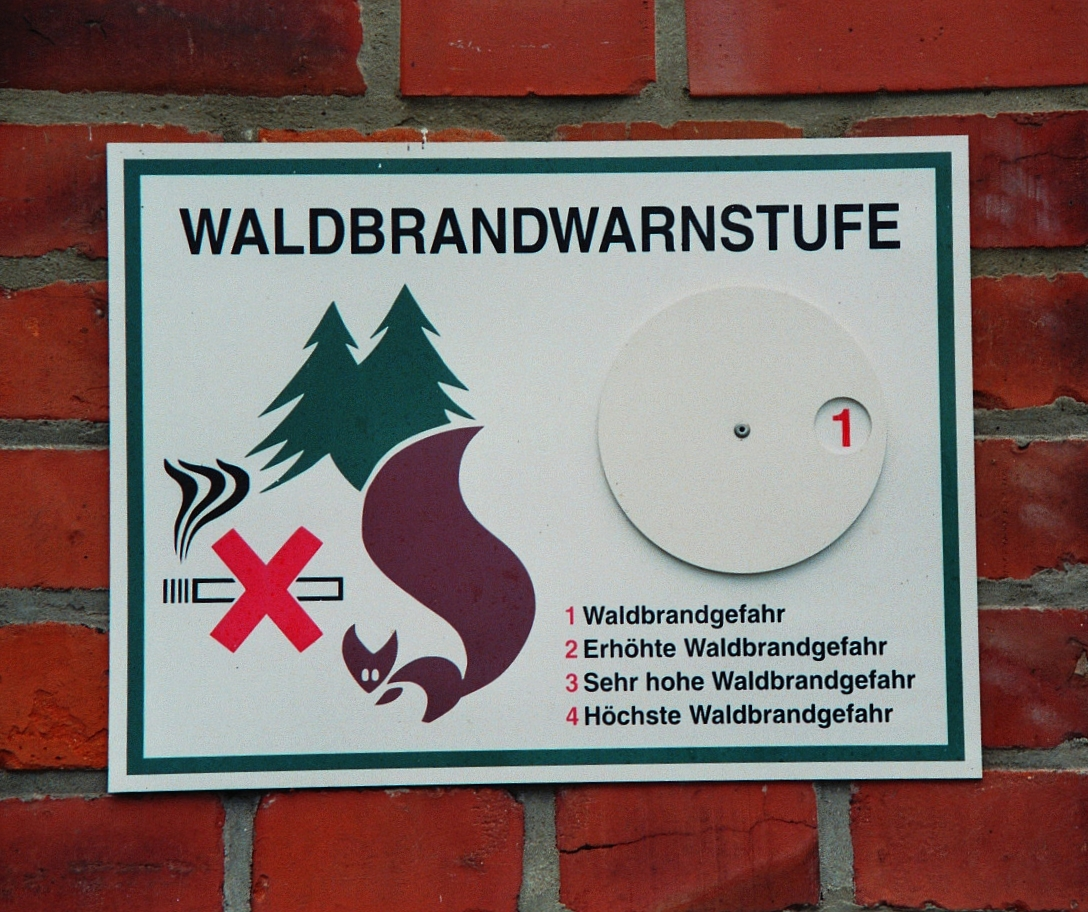
Hinweisschild zur Waldbrandgefahrstufe am Gebäude (2012)

Die Feuerwache Tauer ist das Feuerwehrhaus in der Gemeinde Tauer im Landkreis Spree-Neiße in Brandenburg. Das Gebäude ist ein eingetragenes Baudenkmal in der Denkmalliste des Landes Brandenburg.

## Geschichte und Architektur
Die Freiwillige Feuerwehr in Tauer wurde im Jahr 1896 gegründet. Im gleichen Jahr entstand das Gerätehaus in seiner ursprünglichen Form. Es umfasste damals den nordöstlichen Teil des heutigen Gebäudes mit dem Uhrturm und der Fahrzeughalle. Im Jahr 1913 wurde das Gerätehaus westlich um eine Turnhalle erweitert. Im Zuge des Umbaus der Fahrzeughalle im Jahr 2003 wurde die Turnhalle in diese integriert.
Die Feuerwache ist ein umfangreicher Gebäudekomplex mit einem vieleckigen Grundriss. Die alte Fahrzeughalle hat zwei hölzerne Tore mit Oberlichtern und wird mit einem in West-Ost-Richtung verlaufenden Satteldach abgeschlossen. In einem Ziegelband oberhalb der Tore befindet sich der Schriftzug „Freiwillige Feuerwehr Tauer“ mit darüber liegendem Zinnenfries. Östlich der Fahrzeughalle steht ein viergeschossiger Uhr- und Schlauchturm. Die Fassade des Turms ist mit Gurtgesimsen gegliedert. Die Gesimse, Fensterrahmungen und Sohlbänke sind ziegelsichtig ausgeführt; auf der Straßenseite liegen im zweiten und dritten Geschoss paarweise angeordnete Rechteckfenster. Im obersten Geschoss befinden sich auf allen vier Seiten Uhren, das Feld ist an der Oberkante mit Rundbogenfries verziert. Der Turm hat einen leicht vorkragenden Abschluss mit Zinnen sowie Eckpfeilern mit kleinen Satteldächern. Nördlich von Turm und Fahrzeughalle liegt ein Anbau mit L-förmigem Grundriss und Schleppdach.
Die giebelständige Turnhalle steht leicht hervor und hat ein rechtwinklig zum Dach der Fahrzeughalle ausgerichtetes Satteldach. Der Haupteingang liegt in einem vorgelagerten Windfang mit einer geschmückten Attika. Das Eingangsportal ist rundbogig mit einer rechteckigen Tür. Der Windfang wird von großen Rundbogenfenstern flankiert. Über dem Eingang befindet sich ein an den Ecken abgerundetes Fenster mit der darüber stehenden Jahreszahl 1913, die auf den Bau der Halle hinweist. Die Eckpfeiler der Bekrönung enthalten Putzfelder mit Bezugnahme auf den Wahlspruch „Frisch, fromm, fröhlich, frei“ in Form der vier Buchstaben „F“ in unterschiedlicher Ausrichtung. Im Westen wird der Gebäudekomplex durch einen eingeschossigen Anbau in der Flucht der alten Fahrzeughalle abgeschlossen. Dieser Anbau hat ein sehr flaches Satteldach und drei hochrechteckige Fenster. An der Giebelseite des Anbaus befinden sich zwei große Fahrzeugtore.